# Olenecamptus macari
Olenecamptus macari är en skalbaggsart som beskrevs av Auguste Lameere 1892. Olenecamptus macari ingår i släktet Olenecamptus och familjen långhorningar.
Artens utbredningsområde är Angola. Inga underarter finns listade i Catalogue of Life.